# Olympische Winterspiele 1976/Teilnehmer (Niederlande)
| Gelbes Symbol für Goldmedaillen mit stilisierten Olympischen Ringen | Graues Symbol für Silbermedaillen mit stilisierten Olympischen Ringen | Braundes Symbol für Bronzemedaillen mit stilisierten Olympischen Ringen |
| ------------------------------------------------------------------- | --------------------------------------------------------------------- | ----------------------------------------------------------------------- |
| 1                                                                   | 2                                                                     | 3                                                                       |

Die Niederlande nahmen an den Olympischen Winterspielen 1976 im österreichischen Innsbruck mit einer Delegation von sieben Athleten, drei Männer und vier Frauen, teil.
Seit 1928 war es die zehnte Teilnahme der Niederlande bei Olympischen Winterspielen.

## Flaggenträger
Die Eiskunstläuferin Dianne de Leeuw trug die Flagge der Niederlande während der Eröffnungsfeier im Bergiselstadion.

## Medaillen
Mit einer gewonnenen Gold-, zwei Silber- und drei Bronzemedaillen belegte das Team der Niederlande den neunten Platz im Medaillenspiegel.

### Gold
- Eisschnelllauf
  - Piet Kleine, Männer, 10.000 m

### Silber
- Eiskunstlauf
  - Dianne de Leeuw: Frauen, Einzel
- Eisschnelllauf
  - Piet Kleine: Männer, 5000 m

### Bronze
- Eisschnelllauf
  - Hans van Helden: Männer, 1500 m, 5000 m und 10.000 m

## Teilnehmer nach Sportarten

### Eiskunstlauf
Frauen
- Dianne de Leeuw

### Eisschnelllauf
Frauen
- Annie Borckink
500 m: 23. Platz – 46,00 s
1000 m: 16. Platz – 1:32,50 min
1500 m: 12. Platz – 2:22,06 min
3000 m: 15. Platz – 4:56,75 min
- Christa Jaarsma
500 m: 19. Platz – 45,45 s
1000 m: 23. Platz – 1:34,63 min
1500 m: 16. Platz – 2:23,98 min
3000 m: 20. Platz – 5:00,08 min
- Sijtje van der Lende
500 m: 24. Platz – 46,06 s
1000 m: 11. Platz – 1:31,66 min
1500 m: 13. Platz – 2:22,10 min
3000 m: 9. Platz – 4:50,86 min

Männer
- Hans van Helden
500 m: 19. Platz – 40,91 s
1000 m: 5. Platz – 1:20,85 min
1500 m:  – 2:00,87 min
5000 m:  – 7:26,54 min
10.000 m:  – 15:02,02 min
- Piet Kleine
1000 m: 18. Platz – 1:23,00 min
1500 m: 6. Platz – 2:02,28 min
5000 m:  – 7:26,47 min
10.000 m:  – 14:50,59 min
- Jan Bazen
500 m: 6. Platz – 39,78 s